# EHF-Europapokal der Pokalsieger der Frauen 2014/15
Am EHF-Europapokal der Pokalsieger 2014/15 nahmen 22 Handball-Vereinsmannschaften teil, die sich in der vorangegangenen Saison in ihren Heimatländern im Pokalwettbewerb für den Wettbewerb qualifiziert hatten oder aus der Champions League 2014/15 ausgeschieden sind. Es war die 40. Austragung des EHF-Europapokal der Pokalsiegerwettbewerbs. Die Pokalspiele begannen am 18.–19. Oktober 2014. FC Midtjylland Håndbold gewann den Wettbewerb. Der Titelverteidiger war Viborg HK.

## Runde 2
Es nahmen 4 Mannschaften teil. Die Hinspiele fanden am 18. und 19. Oktober 2014 statt. Die Rückspiele fanden am 25. und 26. Oktober 2014 statt.

### Qualifizierte Teams
| - HK BNTU-BelAS Minsk - Byåsen IL | - ACME-Žalgiris - ŽRK Danilovgrad |

### Ausgeloste Spiele und Ergebnisse
| Mannschaft 1                                 | Mannschaft 2                        | Hinspiel             | Rückspiel            | Gesamt  |
| -------------------------------------------- | ----------------------------------- | -------------------- | -------------------- | ------- |
| HK BNTU-BelAS Minsk Katsiaryna Silitskaya 13 | ACME-Žalgiris Gabija Vidūnaitė 18   | 19.10.2014 14:00 Uhr | 25.10.2014 13:00 Uhr | 60 : 43 |
| HK BNTU-BelAS Minsk Katsiaryna Silitskaya 13 | ACME-Žalgiris Gabija Vidūnaitė 18   | 32 : 20 (18 : 11)    | 28 : 23 (11 : 13)    | 60 : 43 |
| HK BNTU-BelAS Minsk Katsiaryna Silitskaya 13 | ACME-Žalgiris Gabija Vidūnaitė 18   | 300 Zuschauer        | 50 Zuschauer         | 60 : 43 |
| Byåsen IL Teodora Tomac 16                   | ŽRK Danilovgrad Đurđina Jauković 16 | 24.10.2014 16:00 Uhr | 25.10.2014 13:00 Uhr | 61 : 43 |
| Byåsen IL Teodora Tomac 16                   | ŽRK Danilovgrad Đurđina Jauković 16 | 34 : 16 (16 : 09)    | 27 : 27 (12 : 14)    | 61 : 43 |
| Byåsen IL Teodora Tomac 16                   | ŽRK Danilovgrad Đurđina Jauković 16 | 100 Zuschauer        | 100 Zuschauer        | 61 : 43 |

## Runde 3
Es nehmen die 2 Sieger der 2. Runde, die 6 ausgeschiedenen Mannschaften der CL-Qualifikationsturnieren sowie die 16 Mannschaften die sich vorher in ihren Landesverbänden für den Wettbewerb qualifiziert hatten, teil.

Die Hinspiele finden am 15.–16. November 2014 statt. Die Rückspiele finden am 22.–23. November 2014 statt.

### Qualifizierte Teams
| - Byåsen IL - HK BNTU-BelAS Minsk - ŽRK Umag - CJF Fleury Loiret Handball - Tertnes IL - Nordstrand Håndball - Randers HK - Kuban Krasnodar - FTC-Rail Cargo Hungaria - HSG Blomberg-Lippe - Mecalia Atlético Guardés - ŽRK Radnički Kragujevac | - Swesda Swenigorod - HC Odense - Skuru IK - HCM Roman - Siófok KC - U Jolidon Cluj - SV Dalfsen - LK Zug - ŽORK Jagodina - FC Midtjylland Håndbold - ŽRK Metalurg - Vistal Gdynia |

### Ausgeloste Spiele und Ergebnisse
| Mannschaft 1                                          | Mannschaft 2                                                       | Hinspiel             | Rückspiel            | Gesamt  |
| ----------------------------------------------------- | ------------------------------------------------------------------ | -------------------- | -------------------- | ------- |
| Kuban Krasnodar Marija Garbus, Oksana Kisselewa je 10 | FC Midtjylland Håndbold Line Jørgensen 13                          | 22.11.2014 15:00 Uhr | 23.11.2014 15:00 Uhr | 40 : 65 |
| Kuban Krasnodar Marija Garbus, Oksana Kisselewa je 10 | FC Midtjylland Håndbold Line Jørgensen 13                          | 23 : 34 (14 : 18)    | 17 : 31 (08 : 16)    | 40 : 65 |
| Kuban Krasnodar Marija Garbus, Oksana Kisselewa je 10 | FC Midtjylland Håndbold Line Jørgensen 13                          | 850 Zuschauer        | 908 Zuschauer        | 40 : 65 |
| HC Odense Maria Adler 12                              | Randers HK Johanna Westberg 16                                     | 22.11.2014 14:00 Uhr | 16.11.2014 14:00 Uhr | 54 : 58 |
| HC Odense Maria Adler 12                              | Randers HK Johanna Westberg 16                                     | 28 : 28 (17 : 13)    | 26 : 30 (14 : 15)    | 54 : 58 |
| HC Odense Maria Adler 12                              | Randers HK Johanna Westberg 16                                     | 625 Zuschauer        | 805 Zuschauer        | 54 : 58 |
| LK Zug Sibylle Scherer 11                             | SV Dalfsen Myrthe Schoenaker 15                                    | 15.11.2014 19:00 Uhr | 16.11.2014 15:00 Uhr | 51 : 67 |
| LK Zug Sibylle Scherer 11                             | SV Dalfsen Myrthe Schoenaker 15                                    | 34 : 35 (19 : 18)    | 17 : 32 (07 : 15)    | 51 : 67 |
| LK Zug Sibylle Scherer 11                             | SV Dalfsen Myrthe Schoenaker 15                                    | 600 Zuschauer        | 600 Zuschauer        | 51 : 67 |
| FTC-Rail Cargo Hungaria Zsuzsanna Tomori 13           | ŽORK Jagodina Tamara Georgijev 10                                  | 15.11.2014 17:00 Uhr | 22.11.2014 19:00 Uhr | 75 : 44 |
| FTC-Rail Cargo Hungaria Zsuzsanna Tomori 13           | ŽORK Jagodina Tamara Georgijev 10                                  | 40 : 23 (18 : 11)    | 35 : 21 (16 : 11)    | 75 : 44 |
| FTC-Rail Cargo Hungaria Zsuzsanna Tomori 13           | ŽORK Jagodina Tamara Georgijev 10                                  | 1.200 Zuschauer      | 1.200 Zuschauer      | 75 : 44 |
| Swesda Swenigorod Jana Uskowa 13                      | Vistal Gdynia Iwona Niedźwiedź, Aneta Łabuda, Aleksandra Zych je 8 | 15.11.2014 16:00 Uhr | 16.11.2014 17:00 Uhr | 56 : 47 |
| Swesda Swenigorod Jana Uskowa 13                      | Vistal Gdynia Iwona Niedźwiedź, Aneta Łabuda, Aleksandra Zych je 8 | 32 : 20 (15 : 06)    | 24 : 27 (14 : 14)    | 56 : 47 |
| Swesda Swenigorod Jana Uskowa 13                      | Vistal Gdynia Iwona Niedźwiedź, Aneta Łabuda, Aleksandra Zych je 8 | 1.200 Zuschauer      | 1.000 Zuschauer      | 56 : 47 |
| ŽRK Metalurg Sara Ristovska 13                        | Siófok KC Annamaria Orban 12                                       | 21.11.2014 18:00 Uhr | 23.11.2014 18:00 Uhr | 31 : 62 |
| ŽRK Metalurg Sara Ristovska 13                        | Siófok KC Annamaria Orban 12                                       | 17 : 26 (10 : 10)    | 14 : 36 (08 : 14)    | 31 : 62 |
| ŽRK Metalurg Sara Ristovska 13                        | Siófok KC Annamaria Orban 12                                       | 400 Zuschauer        | 350 Zuschauer        | 31 : 62 |
| HK BNTU-BelAS Minsk Anastasiya Mazgo 11               | HSG Blomberg-Lippe Xenia Smits 16                                  | 16.11.2014 17:00 Uhr | 22.11.2014 16:00 Uhr | 54 : 67 |
| HK BNTU-BelAS Minsk Anastasiya Mazgo 11               | HSG Blomberg-Lippe Xenia Smits 16                                  | 29 : 38 (14 : 19)    | 25 : 29 (11 : 10)    | 54 : 67 |
| HK BNTU-BelAS Minsk Anastasiya Mazgo 11               | HSG Blomberg-Lippe Xenia Smits 16                                  | 300 Zuschauer        | 893 Zuschauer        | 54 : 67 |
| U Jolidon Cluj Laura Popa 10                          | ŽRK Radnički Kragujevac Anđela Janjušević 13                       | 16.11.2014 18:00 Uhr | 23.11.2014 18:00 Uhr | 48 : 53 |
| U Jolidon Cluj Laura Popa 10                          | ŽRK Radnički Kragujevac Anđela Janjušević 13                       | 29 : 29 (14 : 14)    | 19 : 24 (07 : 14)    | 48 : 53 |
| U Jolidon Cluj Laura Popa 10                          | ŽRK Radnički Kragujevac Anđela Janjušević 13                       | 2.300 Zuschauer      | 1.050 Zuschauer      | 48 : 53 |
| HCM Roman Ana Maria Iuganu 11                         | Skuru IK Lina Hawia-Svensson 10                                    | 15.11.2014 17:00 Uhr | 16.11.2014 17:00 Uhr | 54 : 49 |
| HCM Roman Ana Maria Iuganu 11                         | Skuru IK Lina Hawia-Svensson 10                                    | 30 : 30 (18 : 19)    | 24 : 19 (14 : 08)    | 54 : 49 |
| HCM Roman Ana Maria Iuganu 11                         | Skuru IK Lina Hawia-Svensson 10                                    | 400 Zuschauer        | 430 Zuschauer        | 54 : 49 |
| Nordstrand Håndball Henriette Svenningsen 10          | Tertnes IL Stine Skogrand 17                                       | 16.11.2014 18:00 Uhr | 23.11.2014 18:00 Uhr | 45 : 52 |
| Nordstrand Håndball Henriette Svenningsen 10          | Tertnes IL Stine Skogrand 17                                       | 19 : 22 (09 : 13)    | 26 : 30 (16 : 14)    | 45 : 52 |
| Nordstrand Håndball Henriette Svenningsen 10          | Tertnes IL Stine Skogrand 17                                       | 163 Zuschauer        | 186 Zuschauer        | 45 : 52 |
| Byåsen IL Maren Gundersen 11                          | Mecalia Atlético Guardés Isabel Guialo 14                          | 22.11.2014 19:00 Uhr | 23.11.2014 18:00 Uhr | 65 : 56 |
| Byåsen IL Maren Gundersen 11                          | Mecalia Atlético Guardés Isabel Guialo 14                          | 30 : 25 (19 : 14)    | 35 : 31 (17 : 12)    | 65 : 56 |
| Byåsen IL Maren Gundersen 11                          | Mecalia Atlético Guardés Isabel Guialo 14                          | 650 Zuschauer        | 750 Zuschauer        | 65 : 56 |
| CJF Fleury Loiret Handball Marta López Herrero 12     | ŽRK Umag Ana Jajčević 11                                           | 15.11.2014 20:15 Uhr | 16.11.2014 17:15 Uhr | 73 : 35 |
| CJF Fleury Loiret Handball Marta López Herrero 12     | ŽRK Umag Ana Jajčević 11                                           | 39 : 15 (16 : 05)    | 34 : 20 (13 : 11)    | 73 : 35 |
| CJF Fleury Loiret Handball Marta López Herrero 12     | ŽRK Umag Ana Jajčević 11                                           | 2.000 Zuschauer      | 1.000 Zuschauer      | 73 : 35 |

## Achtelfinale
Im Achtelfinale nehmen die zwölf Gewinner der 3. Runde sowie die vier letztplatzierten Teams der Gruppenphase der EHF Champions League teil.

Die Auslosung des Achtelfinale fand am 25. November 2014 in Wien statt.

Die Hinspiele finden am 7. bis 8. Februar 2015 statt. Die Rückspiele finden am 14. bis 15. Februar 2015 statt.

### Qualifizierte Teams
| - FC Midtjylland Håndbold - Randers HK - HSG Blomberg-Lippe - CJF Fleury Loiret Handball - RK Podravka Vegeta - RK Lokomotiva Zagreb - SV Dalfsen - Byåsen IL | - Tertnes IL - Hypo Niederösterreich - MKS Lublin - HCM Roman - Swesda Swenigorod - ŽRK Radnički Kragujevac - FTC-Rail Cargo Hungaria - Siófok KC |

### Ausgeloste Spiele und Ergebnisse
| Mannschaft 1                           | Mannschaft 2                                                    | Hinspiel             | Rückspiel            | Gesamt  |
| -------------------------------------- | --------------------------------------------------------------- | -------------------- | -------------------- | ------- |
| HCM Roman Jasna Tošković 16            | FC Midtjylland Håndbold Sabina Jacobsen 11                      | 07.02.2015 11:00 Uhr | 15.02.2015 15:00 Uhr | 41 : 53 |
| HCM Roman Jasna Tošković 16            | FC Midtjylland Håndbold Sabina Jacobsen 11                      | 20 : 24 (10 : 13)    | 21 : 29 (14 : 15)    | 41 : 53 |
| HCM Roman Jasna Tošković 16            | FC Midtjylland Håndbold Sabina Jacobsen 11                      | 400 Zuschauer        | 1.900 Zuschauer      | 41 : 53 |
| RK Lokomotiva Zagreb Ivana Božović 10  | HSG Blomberg-Lippe Franziska Müller 22                          | 14.02.2015 18:00 Uhr | 15.02.2015 18:00 Uhr | 37 : 51 |
| RK Lokomotiva Zagreb Ivana Božović 10  | HSG Blomberg-Lippe Franziska Müller 22                          | 17 : 27 (06 : 14)    | 20 : 24 (10 : 15)    | 37 : 51 |
| RK Lokomotiva Zagreb Ivana Božović 10  | HSG Blomberg-Lippe Franziska Müller 22                          | 200 Zuschauer        | 300 Zuschauer        | 37 : 51 |
| Byåsen IL Maren Gundersen 12           | ŽRK Radnički Kragujevac Katarina Stepanović 15                  | 08.02.2015 18:00 Uhr | 15.02.2015 18:00 Uhr | 61 : 49 |
| Byåsen IL Maren Gundersen 12           | ŽRK Radnički Kragujevac Katarina Stepanović 15                  | 39 : 24 (19 : 10)    | 22 : 25 (13 : 13)    | 61 : 49 |
| Byåsen IL Maren Gundersen 12           | ŽRK Radnički Kragujevac Katarina Stepanović 15                  | 5.631 Zuschauer      | 1000 Zuschauer       | 61 : 49 |
| FTC-Rail Cargo Hungaria Nerea Pena 19  | Tertnes IL Stine Skogrand 14                                    | 07.02.2015 18:15 Uhr | 08.02.2015 19:15 Uhr | 85 : 55 |
| FTC-Rail Cargo Hungaria Nerea Pena 19  | Tertnes IL Stine Skogrand 14                                    | 44 : 27 (21 : 10)    | 41 : 26 (22 : 15)    | 85 : 55 |
| FTC-Rail Cargo Hungaria Nerea Pena 19  | Tertnes IL Stine Skogrand 14                                    | 1.200 Zuschauer      | 950 Zuschauer        | 85 : 55 |
| SV Dalfsen Myrthe Schoenaker 14        | CJF Fleury Loiret Handball Alexandrina Cabral Barbosa 18        | 07.02.2015 19:00 Uhr | 14.02.2015 16:00 Uhr | 49 : 57 |
| SV Dalfsen Myrthe Schoenaker 14        | CJF Fleury Loiret Handball Alexandrina Cabral Barbosa 18        | 27 : 29 (15 : 14)    | 22 : 28 (10 : 14)    | 49 : 57 |
| SV Dalfsen Myrthe Schoenaker 14        | CJF Fleury Loiret Handball Alexandrina Cabral Barbosa 18        | 850 Zuschauer        | 1.200 Zuschauer      | 49 : 57 |
| Siófok KC Annamária Orbán 15           | Hypo Niederösterreich Gorica Aćimović 14                        | 07.02.2015 18:00 Uhr | 14.02.2015 18:00 Uhr | 47 : 50 |
| Siófok KC Annamária Orbán 15           | Hypo Niederösterreich Gorica Aćimović 14                        | 25 : 20 (12 : 09)    | 22 : 30 (07 : 16)    | 47 : 50 |
| Siófok KC Annamária Orbán 15           | Hypo Niederösterreich Gorica Aćimović 14                        | 600 Zuschauer        | 1.000 Zuschauer      | 47 : 50 |
| Randers HK Johanna Westberg 13         | MKS Lublin Jéssica Quintino 12                                  | 08.02.2015 14:00 Uhr | 15.02.2015 17:00 Uhr | 47 : 48 |
| Randers HK Johanna Westberg 13         | MKS Lublin Jéssica Quintino 12                                  | 18 : 27 (08 : 11)    | 29 : 21 (15 : 13)    | 47 : 48 |
| Randers HK Johanna Westberg 13         | MKS Lublin Jéssica Quintino 12                                  | 1.021 Zuschauer      | 2.500 Zuschauer      | 47 : 48 |
| Swesda Swenigorod Julija Chawronina 12 | RK Podravka Vegeta Jelena Trifunović, Ekaterina Nemaškalo je 11 | 06.02.2015 18:00 Uhr | 08.02.2015 18:00 Uhr | 49 : 49 |
| Swesda Swenigorod Julija Chawronina 12 | RK Podravka Vegeta Jelena Trifunović, Ekaterina Nemaškalo je 11 | 24 : 21 (13 : 12)    | 25 : 28 (12 : 15)    | 49 : 49 |
| Swesda Swenigorod Julija Chawronina 12 | RK Podravka Vegeta Jelena Trifunović, Ekaterina Nemaškalo je 11 | 500 Zuschauer        | 800 Zuschauer        | 49 : 49 |

## Viertelfinale
Im Viertelfinale nehmen die Gewinner der Achtelfinalpartien teil. Die Auslosung fand am 17. Februar 2015 in Wien statt.

### Qualifizierte Teams
| - Hypo Niederösterreich - FC Midtjylland Håndbold - CJF Fleury Loiret Handball - HSG Blomberg-Lippe - FTC-Rail Cargo Hungaria - Byåsen IL - MKS Lublin - Swesda Swenigorod |

### Ausgeloste Spiele und Ergebnisse
| Mannschaft 1                                             | Mannschaft 2                                                               | Hinspiel             | Rückspiel            | Gesamt  |
| -------------------------------------------------------- | -------------------------------------------------------------------------- | -------------------- | -------------------- | ------- |
| MKS Lublin Kamila Skrzyniarz, Joanna Drabik je 7         | FC Midtjylland Håndbold Line Jørgensen 12                                  | 07.03.2015 17:00 Uhr | 15.03.2015 13:00 Uhr | 43 : 65 |
| MKS Lublin Kamila Skrzyniarz, Joanna Drabik je 7         | FC Midtjylland Håndbold Line Jørgensen 12                                  | 25 : 35 (16 : 21)    | 18 : 30 (07 : 15)    | 43 : 65 |
| MKS Lublin Kamila Skrzyniarz, Joanna Drabik je 7         | FC Midtjylland Håndbold Line Jørgensen 12                                  | 1.800 Zuschauer      | 1.602 Zuschauer      | 43 : 65 |
| Swesda Swenigorod Julija Chawronina 13                   | CJF Fleury Loiret Handball Alexandrina Cabral Barbosa, Manon Houette je 11 | 13.03.2015 20:30 Uhr | 15.03.2015 20:00 Uhr | 44 : 53 |
| Swesda Swenigorod Julija Chawronina 13                   | CJF Fleury Loiret Handball Alexandrina Cabral Barbosa, Manon Houette je 11 | 19 : 28 (09 : 15)    | 25 : 25 (11 : 13)    | 44 : 53 |
| Swesda Swenigorod Julija Chawronina 13                   | CJF Fleury Loiret Handball Alexandrina Cabral Barbosa, Manon Houette je 11 | 600 Zuschauer        | 1.200 Zuschauer      | 44 : 53 |
| Byåsen IL Maren Gundersen, Kristin Venn, Vera Bekkenje 8 | Hypo Niederösterreich Gorica Aćimović 9                                    | 07.03.2015 17:00 Uhr | 14.03.2015 19:00 Uhr | 43 : 52 |
| Byåsen IL Maren Gundersen, Kristin Venn, Vera Bekkenje 8 | Hypo Niederösterreich Gorica Aćimović 9                                    | 23 : 24 (08 : 13)    | 20 : 28 (10 : 15)    | 43 : 52 |
| Byåsen IL Maren Gundersen, Kristin Venn, Vera Bekkenje 8 | Hypo Niederösterreich Gorica Aćimović 9                                    | 802 Zuschauer        | 700 Zuschauer        | 43 : 52 |
| FTC-Rail Cargo Hungaria Zita Szucsánszki 19              | HSG Blomberg-Lippe Gisa Klaunig 17                                         | 07.03.2015 15:00 Uhr | 15.03.2015 16:00 Uhr | 67 : 58 |
| FTC-Rail Cargo Hungaria Zita Szucsánszki 19              | HSG Blomberg-Lippe Gisa Klaunig 17                                         | 34 : 25 (18 : 11)    | 33 : 33 (17 : 16)    | 67 : 58 |
| FTC-Rail Cargo Hungaria Zita Szucsánszki 19              | HSG Blomberg-Lippe Gisa Klaunig 17                                         | 700 Zuschauer        | 800 Zuschauer        | 67 : 58 |

## Halbfinale
Im Halbfinale nehmen die Gewinner des Viertelfinale teil. Die Auslosung des Viertelfinale fand am 17. Februar 2015 in Wien statt. Die Hinspiele finden am 4.–5. April 2015 statt. Die Rückspiele finden am 11.–12. April 2015 statt.

### Ausgeloste Spiele und Ergebnisse
| Mannschaft 1                                | Mannschaft 2                                                                 | Hinspiel             | Rückspiel            | Gesamt  |
| ------------------------------------------- | ---------------------------------------------------------------------------- | -------------------- | -------------------- | ------- |
| FTC-Rail Cargo Hungaria Zita Szucsánszki 14 | FC Midtjylland Håndbold Line Jørgensen 12                                    | 05.04.2015 17:00 Uhr | 11.04.2015 14:00 Uhr | 52 : 61 |
| FTC-Rail Cargo Hungaria Zita Szucsánszki 14 | FC Midtjylland Håndbold Line Jørgensen 12                                    | 23 : 30 (13 : 15)    | 29 : 31 (14 : 17)    | 52 : 61 |
| FTC-Rail Cargo Hungaria Zita Szucsánszki 14 | FC Midtjylland Håndbold Line Jørgensen 12                                    | 1.000 Zuschauer      | 820 Zuschauer        | 52 : 61 |
| Hypo Niederösterreich Gorica Aćimović 14    | CJF Fleury Loiret Handball Maakan Tounkara, Alexandrina Cabral Barbosa je 12 | 04.04.2015 18:00 Uhr | 12.04.2015 16:30 Uhr | 42 : 64 |
| Hypo Niederösterreich Gorica Aćimović 14    | CJF Fleury Loiret Handball Maakan Tounkara, Alexandrina Cabral Barbosa je 12 | 20 : 32 (10 : 18)    | 22 : 32 (10 : 20)    | 42 : 64 |
| Hypo Niederösterreich Gorica Aćimović 14    | CJF Fleury Loiret Handball Maakan Tounkara, Alexandrina Cabral Barbosa je 12 | 700 Zuschauer        | 2.500 Zuschauer      | 42 : 64 |

## Finale
Es nahmen die zwei Sieger aus dem Halbfinale teil. Das Hinspiel fand am 3. Mai 2015 statt. Das Rückspiel fand am 10. Mai 2015 statt.

### Ausgeloste Spiele und Ergebnisse
| Mannschaft 1               | Mannschaft 2            | Hinspiel           | Rückspiel          | Gesamt  |
| -------------------------- | ----------------------- | ------------------ | ------------------ | ------- |
| CJF Fleury Loiret Handball | FC Midtjylland Håndbold | 03.05.15 18:00 Uhr | 10.05.15 15:10 Uhr | 42 : 46 |
| CJF Fleury Loiret Handball | FC Midtjylland Håndbold | 23 : 22 (11 : 11)  | 19 : 24 (09 : 13)  | 42 : 46 |

### Hinspiel
CJF Fleury Loiret Handball - FC Midtjylland Håndbold  23 : 22 (11 : 11)
3. Mai 2015 in Orléans, Palais des sports d’Orléans, 2.800 Zuschauer.
CJF Fleury Loiret Handball: Zoqbi de Paula, Callavé – Barbosa  (6), Kamdop  (6), Fernández (3), Tounkara (3), Houette (2), Niombla     (2), Mangué  (1), Agathe, Bruneau, Grimaud , Manga, Miño Larenas, Ngo Leyi
FC Midtjylland Håndbold: Andersen, Englert – Groot  (8), S. Jørgensen (5), L. Jørgensen  (3), Jensen (2), Thorsgaard (2), Jacobsen (1), Woller (1), Augustesen, Jakobsen, Mejlvang, Pedersen, Rasmussen
Schiedsrichter:  Jiří Opava und Pavel Válek
Quelle: Spielbericht

### Rückspiel
FC Midtjylland Håndbold - CJF Fleury Loiret Handball  24 : 19 (13 : 09)
10. Mai 2015 in IBF Arena, Ikast, 2.050 Zuschauer.
FC Midtjylland Håndbold: Andersen, Englert – Jacobsen  (6), Groot (5), Jensen (4), S. Jørgensen  (3), Woller  (3), Pedersen  (2), Petersen (1), Augustesen, Bøgelund, Jakobsen, L. Jørgensen, Mejlvang, Rasmussen, Thorsgaard
CJF Fleury Loiret Handball: Zoqbi de Paula, Callavé – Barbosa  (6), Niombla (3), Agathe (2), Bruneau (2), Fernández (2), Mangué  (2), Kamdop (1), Miño Larenas (1), Houette, Manga, Ngo Leyi, Tounkara
Schiedsrichter:  Peter Bol und Ed Van Eck
Quelle: Spielbericht

### Torschützenliste
Die Torschützenliste zeigt die drei besten Torschützinnen des EHF-Europapokals der Pokalsieger der Frauen 2014/15.
Zu sehen sind die Nation der Spielerin, der Name, die Position, der Verein, die gespielten Spiele, die Tore und die Ø-Tore.
| Pl. | Nation   | Spieler                    | Pos. | Verein                     | Sp. | Tore | Ø    |
| --- | -------- | -------------------------- | ---- | -------------------------- | --- | ---- | ---- |
| 1.  | Spanien  | Alexandrina Cabral Barbosa | (RL) | CJF Fleury Loiret Handball | 10  | 64   | 6,40 |
| 2.  | Ungarn   | Zita Szucsánszki           | (RM) | Ferencváros Budapest       | 8   | 52   | 6,50 |
| 3.  | Danemark | Line Jørgensen             | (RR) | FC Midtjylland Håndbold    | 10  | 50   | 5,00 |